# Årets lärare (KTH)
Årets lärare vid Kungliga Tekniska Högskolan utses av Tekniska Högskolans Studentkår. 
Priset instiftades 1985 och tilldelas en KTH-anställd lärare. Det premierar nytänkande metodik som kan fungera som inspiration för andra lärare och är menat att främja pedagogisk utveckling vid KTH. Priset består av en vandringspokal i form av ett silveräpple samt ett diplom.  Fram till 2015 fanns även ett stipendium från Ericsson.
Priset ger uppmärksamhet även utanför KTH genom att pristagarna blir inbjudna till pedagogiska konferenser och håller intervjuer bland annat i Sveriges Radio P1.

## Tidigare vinnare
- 1985 Sven Erik Rehnman, Jord- och bergmekanik
- 1986 Olle Heden, Matematik
- 1987 Lars Thor, Mekanik
- 1988 Jadwiga Krupinska, Formlära
- 1989 Carl-Olov Stawström, Tillämpad elektronik
- 1990 Ulf Ståhlberg, Materialbearbetning
- 1991 Göran Manneberg, Fysik (optik)
- 1992 Kimmo Eriksson, Matematik
- 1993/94 Tomas Björk, Optimeringslära och systemteori
- 1994/95 Bronislaw Krakus, Matematik
- 1995/96 Sören Östlund, Hållfasthetslära
- 1996/97 Mats Eriksson, Miljöskydd och arbetsvetenskap
- 1998 Bo Olofsson, Anläggning och miljö
- 1999 Henrik Eriksson, Numerisk analys och datalogi
- 2000 Nicholas Apazidis, Mekanik
- 2001 Ninni Carlsund Levin, Numerisk analys och datalogi
- 2002 Martin Andrén Jakobsson (Bil Byggnad)
- 2003 Seshadri Seetharaman, Materialteknik
- 2004 Göran Manneberg, Fysik (optik)
- 2005 Ulf Henriksson, Fysikalisk kemi
- 2006 Lars Filipsson, Matematik
- 2007 Teodor Radosavljevic (Bror Byggnad)
- 2008 Linda Kann, Programmering (CSC-skolan)
- 2009 Olof Ramström, Organisk kemi (CHE-skolan)
- 2010 Hans Havtun, Skolan för teknik och management
- 2011 Fredrik Lundell, Skolan för teknikvetenskap
- 2012 Jesús Azpeitia Seron, Arkitekturskolan
- 2013 Bo Olofsson, hållbar utveckling och miljövetenskap
- 2014 Martin Viklund, biomed. fysik  röntgenfysik, skolan för teknikvetenskap
- 2015 Carl Henrik Ek, Datorseende och robotik
- 2016 Karin Odelius, Fiber och polymerteknologi
- 2017 David Broman, Programvaruteknik och datorsystem
- 2018 Ulf Carlsson, Farkost och flyg
- 2019 Armin Halilovic,  Matematik
- 2020 Malin Selleby, Materialvetenskap
- 2021 Mattias Wiggberg, Industriell ekonomi
- 2022 Carl-Mikael Zetterling, Elektronik och inbyggda system